# Lecherous Nocturne
Lecherous Nocturne ist eine US-amerikanische Technical-Death-Metal-Band aus Greenville, South Carolina, die im Jahr 1997 gegründet wurde.

## Geschichte
Die Band wurde im Jahr 1997 von dem Gitarristen Christian „Kreishloff“ Lofgren gegründet. In den Jahren 2001 und 2002 folgten die ersten beiden Demos. Während dieser Zeit spielte die Gruppe außerdem Konzerte und trat dabei als Vorband für Bands wie Immolation und Krisiun auf. Als Sänger war Jason Hohenstein aus Atlanta zur Band gekommen. Die Band begab sich nach Colorado, um nach einem neuen Gitarristen und einem neuen Bassisten zu suchen. Nach erfolgloser Suche kehrte sie nach South Carolina zurück. Als Schlagzeuger kam Clay Lytle zunächst zur Band. Später kam Dallas Toler-Wade von Nile als Schlagzeuger zur Besetzung, während Mike Poggione von Monstrosity den Bass spielte. Im Jahr 2006 nahm die Gruppe die das Debütalbum Adoration of the Blade auf, wodurch sie einen Vertrag bei Unique Leader Records erreichte. Im Sommer und Herbst 2007 ging es auf Tour durch die USA. Am 19. September wurde der Band bei einem Konzert in Houston, Texas, das gesamte Equipment gestohlen. 2008 erschien das zweite Album The Age of Miracles Has Passed. Hierauf war Jeremy Nissenstein als neuer Schlagzeuger enthalten. Im Jahr 2009 kam Ethan Lane als neuer Gitarrist zur Band. Lane hatte bereits auf der letzten Tour der Band den Bass für Mike Poggione gespielt. Lane ersetzt nun den Gitarristen Chris Lollis, der die Band verlassen hatte. Im selben Jahr verließ auch der Sänger Hohenstein die Besetzung, um sich verstärkt seinem Beruf und seiner Familie widmen zu können. Ende 2011 wurde er durch Brett Bentley ersetzt. Im März 2012 ging es auf Tour durch Nordamerika zusammen mit Deicide, Jungle Rot und Abigail Williams teil. Im Februar 2013 erschien über Unique Leader Records das dritte Album Behold Almighty Doctrine. Die Band bestand hierauf aus dem Bassisten James O’Neal, dem Schlagzeuger Alex Lancia, den Gitarristen Christian Lofgren und Ethan Lane und Chris Lollis, der nun als Sänger zur Band zurückgekehrt war. Im Oktober desselben Jahres unterzeichnete die Band einen Vertrag bei Willowtip Records.

## Stil
Laut Ethan Lane im Interview mit Brett Stevens von deathmetal.org sei die Band durch verschiedene Black-, Thrash- und Death-Metal-Bands beeinflusst worden. Das Bassspiel von James O’Neal und das polyrhythmische Spiel des Schlagzeugs von Alex Lancia sei stark durch Jazz beeinflusst worden. Lane fühle sich stark durch Frédéric Chopin, Sergei Wassiljewitsch Rachmaninow und Ludwig van Beethoven beeinflusst. Zudem sei die Musik durch persönliche Gefühle und Erlebnisse beeinflusst. Laut Alexander Eitner von metalnews.de spiele die Band auf Behold Almighty Doctrine Technical Death Metal. Der Gesang dabei sei nicht, wie meist, sehr tief, sondern man setze viel mehr auf „angepisstes Gekeife und Geschrei“. Die Lieder, die auf Eitner einen chaotischen und hektischen Eindruck machten, würden auch gelegentlich leicht Richtung Black Metal tendieren.

## Diskografie
- 2001: Demo 2001 (Demo, Eigenveröffentlichung)
- 2002: Promo 2002 (Demo, Eigenveröffentlichung)
- 2003: Lecherous Nocturne (EP, Eigenveröffentlichung)
- 2006: Adoration of the Blade (Album, Deepsend Records)
- 2008: The Age of Miracles Has Passed (Album, Unique Leader Records)
- 2013: Behold Almighty Doctrine (Album, Unique Leader Records)